# El gordo y el peludo
El gordo y el peludo, titulado The Fat and the Furriest en la versión original, es el quinto episodio perteneciente a la decimoquinta temporada de la serie animada Los Simpson, estrenado en Estados Unidos el 30 de noviembre de 2003. Fue escrito por Joel H. Cohen y dirigido por Matthew Nastuk. En el episodio, Homer planea vengarse de un oso luego de que este lo haya asustado en el basurero, pero termina salvándole la vida.

## Sinopsis
Todo comienza cuando, al no tener dinero para regalar un collar de diamantes a Marge por el día de las madres, Homer le compra un "Carnaval de Cocina", una máquina que hacía algodón de azúcar, caramelo y frituras al instante. Un día, Homer la usa para fabricar una bola gigante de caramelo, cubierta con algodón de azúcar. La bola es demasiado grande para ser comida por la familia, y pronto se ensucia. Finalmente, Marge le insiste a Homer de que se deshaga del enorme caramelo. En el basurero, el patriarca se encuentra con un enorme y enojado oso, del cual este se esconde. Homer comienza a llorar y a gimotear cobardemente, por lo que el oso se aburre de asustarlo y se va. 
Tras esto Homer comienza a sufrir de agrizoofobia, entrando en un estado nervioso y alucinando. Para empeorar las cosas, alguien lo había filmado en el basurero, donde había tratado de evadir al oso. Esto causa que todo Springfield crea que es un cobarde y se burlen de él.
El Abuelo le sugiere a su hijo enfrentarse al oso y este acepta, contratando a un cazador llamado Grant Connor. Homer crea una armadura, construida con metales usados. Ignorando los consejos de Marge y Lisa, a la mañana siguiente Homer parte de su casa, acompañado de Bart, Lenny y Carl, a enfrentarse al animal. 
Los cuatro van a acampar al bosque. En un momento, Homer comienza a sentir calor con su traje puesto, y se lo retira para bañarse, momento en el que aparece el oso. Bart, Lenny y Carl no escuchan sus gritos de auxilio, ya que estaban bailando con la música de la radio. El oso, por su parte, lleva a Homer hacia una cueva. Allí, este descubre que el animal estaba enojado sólo debido a que tenía un doloroso parche localizador en la oreja. Compadeciéndose de él, Homer se lo quita. Mientras tanto, Marge y Lisa descubren la desaparición de Homer, Bart y el traje anti osos, por lo que Lisa busca a Grant para que las ayude a encontrarlos. 
Liberado del parche localizador, Homer y el oso se hacen amigos. El patriarca decide llevar al animal a un refugio de la vida silvestre, pero, en el camino, se percata de la presencia de muchos cazadores reunidos por Connor para matar al oso. Homer viste al animal con su traje anti osos, el cual actúa como antibalas y permite que el plantígrado llegue al refugio, salvándose de los cazadores.